# یواس‌اس ال‌اس‌تی-۸۷۵
یواس‌اس ال‌اس‌تی-۸۷۵ (به انگلیسی: USS LST-875) یک کشتی بود که طول آن ۳۲۸ فوت (۱۰۰ متر) بود. این کشتی در سال ۱۹۴۴ ساخته شد.